# The Bad Guys
The Bad Guys (títol original en coreà, 나쁜 녀석들: 더 무비; romanitzat, Na-ppeun Nyeo-seok-deul: Deo Mu-bi; lit. ‘Nois dolents: la pel·lícula’) és una pel·lícula d'acció sud-coreana del 2019 dirigida per Son Yong-ho i basada en la sèrie del canal de televisió OCN Nappeun Nyeoseokdeul. Ma Dong-seok i Kim Sang-joong repeteixen els personatges de la sèrie, mentre que Kim Ah-joong i Jang Ki-yong apareixen en nous papers. S'ha doblat i subtitulat al català.
El rodatge principal va començar el 10 de setembre de 2018 i es va acabar l'11 de gener de 2019.